# Abby Ryder Fortson
Abby Ryder Fortson (Burbank, 14 maart 2008) is een Amerikaanse actrice.  Ze speelde de rol van Ella Novak in de televisieserie Transparent. Op het witte doek is ze bekend met de rol van Cassie Lang in Ant-Man en Ant-Man and the Wasp. In 2016 werd Fortson genomineerd voor een Young Entertainer Award voor beste vrouwelijke bijrol in een speelfilm, met Ant-Man.

## Filmografie

### Film
| Jaar | Titel                                 | Rol         | Opmerkingen |
| ---- | ------------------------------------- | ----------- | ----------- |
| 2014 | Playing It Cool                       | Kleine meid |             |
| 2015 | Ant-Man                               | Cassie Lang |             |
| 2018 | Forever My Girl                       | Billy       |             |
| 2018 | Ant-Man and the Wasp                  | Cassie Lang |             |
| 2019 | A Dog's Journey                       | Jonge C.J.  |             |
| 2023 | Are You There God? It's Me, Margaret. | Margaret    |             |

### Televisie
| Jaar      | Titel                     | Rol                   | Opmerkingen     |
| --------- | ------------------------- | --------------------- | --------------- |
| 2013      | The Mindy Project         | Clementine            | 1 aflevering    |
| 2014      | Transparent               | Ella Novak            | 7 afleveringen  |
| 2015      | The Whispers              | Harper Weil           | 6 afleveringen  |
| 2015–2016 | Togetherness              | Sophie Pierson        | 10 afleveringen |
| 2016      | Miles from Tomorrowland   | Neeri (stem)          | 1 aflevering    |
| 2018      | Trolls: The Beat Goes On! | Priscilla (stem)      | 1 aflevering    |
| 2018      | Room 104                  | Elle                  | 1 aflevering    |
| 2019      | T.O.T.S.                  | Tara the Tapir (stem) | 1 aflevering    |
| 2020      | DuckTales                 | Kleine meid (stem)    | 2 afleveringen  |
| 2020      | Tales from the Loop       | Jonge Loretta         | 2 afleveringen  |
| 2020–2021 | Trolls: TrollsTopia       | Priscilla (stem)      | 3 afleveringen  |